# Aniello Calcara
Aniello Calcara (Marcianise, 27 febbraio 1881 – Cosenza, 5 luglio 1961) è stato un arcivescovo cattolico e letterato italiano.

## Biografia
Nacque a Marcianise nel 1881 e si formò nel seminario vescovile di Sulmona. Il suo episcopato durò ventuno anni, testimone di eventi che caratterizzarono il panorama italiano fra le due guerre e il boom economico. Prolifica fu la sua produzione letteraria: riteneva che «la filosofia e la poesia potessero essere uno strumento di evangelizzazione».
Scrisse diverse tragedie come quella del periodo giovanile, dal titolo Annibale (1900): una tragedia in cinque atti sulla figura del condottiero di Cartagine, scritta a soli 19 anni nel periodo di studio in seminario; Nell'opera Le Ruine (1925) raccontò il "terribile e sanguinario" Ezzelino III da Romano, nella Marca Trevigiana fra il XII e XIII secolo. Devoto alla Madonna dell'Immacolata, elaborò un trattato di estetica, dedicato alla espressione artistica della vergine: La poesia e l'arte nella luce dell'Immacolata (1955).

## Opere parziali
- Annibale: tragedia (1906)[5]
- Joachim: trilogia (1908)[6]
- La sventura provvida: 2º migliaio (1910)[7]
- Eros: poemetto saffico (1912)[8]
- Le ruine: pentalogia (1925)[9]
- Ode per la pace (1940)[10]
- Rosario Mariano (1941)[11]
- Rapsodie francescane (1950)[12]
- La poesia e l'arte nella luce dell'immacolata (1955)

## Genealogia episcopale e successione apostolica
La genealogia episcopale è:
- Cardinale Scipione Rebiba
- Cardinale Giulio Antonio Santori
- Cardinale Girolamo Bernerio, O.P.
- Arcivescovo Galeazzo Sanvitale
- Cardinale Ludovico Ludovisi
- Cardinale Luigi Caetani
- Cardinale Ulderico Carpegna
- Cardinale Paluzzo Paluzzi Altieri degli Albertoni
- Papa Benedetto XIII
- Papa Benedetto XIV
- Papa Clemente XIII
- Cardinale Marcantonio Colonna
- Cardinale Giacinto Sigismondo Gerdil, B.
- Cardinale Giulio Maria della Somaglia
- Cardinale Carlo Odescalchi, S.I.
- Cardinale Costantino Patrizi Naro
- Cardinale Lucido Maria Parocchi
- Cardinale Agostino Gaetano Riboldi
- Vescovo Francesco Ciceri
- Vescovo Ferdinando Rodolfi
- Vescovo Antonio Mantiero
- Vescovo Luciano Marcante
- Arcivescovo Aniello Calcara

La successione apostolica è:
- Vescovo Umberto Luciano Altomare (1960)